# Henry Terry
Henry John Terry, Jr. (Bermondsey, Londres, 27 de maig de 1868 – Londres, 24 de desembre de 1952) va ser un jugador de criquet anglès, que va competir a finals del segle xix i primers de xx. El 1900 va prendre part en els Jocs Olímpics de París, on guanyà la medalla de plata en la competició de Criquet a XII com a integrant de l'equip francès.